# Отрикур
Отрикур (фр. Autricourt) насеље је и општина у источном делу централне Француске у региону Бургоња, у департману Златна обала која припада префектури Монбар.
По подацима из 2011. године у општини је живело 123 становника, а густина насељености је износила 4,59 становника/km². Општина се простире на површини од 26,77 km². Налази се на средњој надморској висини од 203 метара (максималној 356 m, а минималној 195 m).

## Демографија
| 1962. | 1968. | 1975. | 1982. | 1990. | 1999. | 2011. |
| ----- | ----- | ----- | ----- | ----- | ----- | ----- |
| 111   | 160   | 135   | 126   | 137   | 133   | 123   |

График промене броја становника у току последњих година